# Cantonul Tessy-sur-Vire
Cantonul Tessy-sur-Vire este un canton din arondismentul Saint-Lô, departamentul Manche, regiunea Basse-Normandie, Franța.

## Comune
| Comune                | Populație (1999) | Cod poștal | Cod INSEE |
| --------------------- | ---------------- | ---------- | --------- |
| Beaucoudray           | ...              | 50420      | 50039     |
| Beuvrigny             | ...              | 50420      | 50050     |
| Chevry                | ...              | 50420      | 50134     |
| Domjean               | ...              | 50420      | 50164     |
| Fervaches             | ...              | 50420      | 50180     |
| Fourneaux             | ...              | 50420      | 50192     |
| Gouvets               | ...              | 50420      | 50214     |
| Le Mesnil-Opac        | ...              | 50860      | 50316     |
| Le Mesnil-Raoult      | ...              | 50420      | 50319     |
| Moyon                 | ...              | 50860      | 50363     |
| Saint-Louet-sur-Vire  | ...              | 50420      | 50504     |
| Saint-Vigor-des-Monts | ...              | 50420      | 50563     |
| Tessy-sur-Vire        | ...              | 50420      | 50592     |
| Troisgots             | ...              | 50420      | 50608     |